# Башкирский фольклор
Башкирский фольклор — устное народное творчество башкирского народа, представленное трудовыми, обрядовыми и бытовыми песнями, сказками, легендами, эпическими произведениями, пословицами и др.

## История
Башкирский фольклор создавался и передавался изустно поколениями на протяжении столетий.
Темами башкирского фольклора были взгляды древних башкир на природу, нравственные идеалы, их жизнь и чаяния. Фольклор был источником их познаний.
К особенностям фольклора относятся устность его передачи, импровизационность и коллективность исполнения, многовариативность.
Жанрами башкирского фольклора являются сказка, эпос, кулямас, басня, лакап, небылица, кулямас-загадка, докучная сказка, сатира, притча, поговорка, пословица, загадка, насихат и др.
По включённости в социально-бытовую деятельность людей башкирский фольклор разделяется на обрядовый, детский и др.
У башкир богат песенный фольклор. Плясовые, шуточные, игровые песни сопровождали гуляния и развлечения. Распространение получила частушка, баиты. Многие баиты были посвящены трагическим событиям. Таким является баит «Сак-Сок», в котором говорится о братьях, проклятых матерью. Распространены малые жанры фольклора, такие как заклички, приговоры, загадки, пословицы, поговорки, приметы.
Из детского фольклора у башкир распространены игровые считалки, дразнилки, приговоры. 
В РБ издаются сборники фольклора: 
- «Башкирское народное творчество» («Башҡорт халыҡ ижады»), в котором фольклор систематизирован по жанрам. Всего выпущено 18 томов.
- Песни и баиты» (Йырзар hэм бэйеттэр) (1981);
- Сказки, предания, устные рассказы. Творчество сэсэнов (Экиэттэр, риуэйэттэр, хикэйэлэр. Сэсэндэр ижады) (1982).

См. также: Башкирские народные сказки,  Башкирские пословицы и поговорки.

## Собиратели башкирского фольклора
Первыми собирателями башкирского литературного фольклора были писатели и учёные П. Рычков, П. Паллас, И. Лепехин, И. Георги, В. Татищев (XVIII в.), Т. Беляев, П. Кудряшов, А. Пушкин, В. Даль, Л. Суходольский, А. Бессонов (сказки), Мухаметша Бурангулов (эпос Урал-батыр) и др., музыкального фольклора - композиторы А. Алябьев, К. Шуберт, С. Рыбаков (XIX в.), И. Салтыков, Л. Лебединский, Л. Атанова и др. Собрателями фольклора, выходцами из башкир были С. Кукляшев, М. Бекчурин, Ю. Аминев, Б. Юлыев, М. Куватов, М. Уметбаев, Ф.Туйкин, М. Бурангулов, М. Гафури, Ш. Бабич и др. 
Многое сделали по собранию, систематизации и публикации башкирского фольклора: 
- Габит Аргынбаев (Габит-сэсэн) — записал сказания «Урал-батыр», «Идель и Яик», «Акбузат», «Кусяк-бий», «Тимьян», «Батырша», «Карасакал», «Юлай и Салават», «Харымулла».
- Мухаметша Бурангулов — ему принадлежат труды: "Башкирские легенды", "Эпос о батырах", народно-эпические поэмы (кубаиры) "Отечественная война", "Юлай и Салават", "Карасакал".Записывал и обрабатывал эпосы, сказки, песни, кубаиры. В их числе эпосы "Урал-батыр", "Акбузат", сказка "Алпамыша" и др.
- Кирей Мэргэн (Киреев Ахнаф Куриевич) — автор книг «Военный фольклор», «Эпические памятники башкирского народа».
- Харисов Ахнаф Ибрагимович — автор монографии «Литературное наследие башкирского народа» (1965-1973).

## Наука
В башкирском литературоведении изучаются разнообразные формы фольклора, его взаимодействие с литературой,  изображение жизни и быта башкир, отражение в фольклоре их духовного мира, идейно-эстетическую значимость фольклора.
В башкирских сказках «Бык», «Кутлубика и Кутлуяр», «Черная собака», «Йылан-батьф» встречается цепочка сюжетообразующих мотивов «Запрет - нарушение запрета - наказание».  Данная цепь мотивов способствует динамическому развитию сказочного сюжета, придает повествованию приключенческо-авантюрный характер, усиливает интерес у слушателей, заствляет их сопереживают судьбе героя.  Такие цепочки часто встречаются в фольклоре у многих народов мира.
В произведении X. Кятиба «Джумджума-султан» султан нарушает запрет, за что он неизлечимо заболевает, проходит все круги ада. Здесь использование цепочки событий позволяет в иноскательной форме решить задачу - выразить идею не обижать обездоленных.